# 애인 (2005년 영화)
《애인》(愛人)은 2005년에 개봉한 대한민국의 로맨스 영화이다.

## 캐스팅
- 성현아 : 여자 역
- 조동혁 : 남자 역
- 이창용 : 사내 역
- 현경수 : 사진사 역
- 한지원 : 포장마차여자 역
- 박소정 : 미용사 역
- 김철준 : 퍽치기 1 역
- 최광락 : 퍽치기 2 역
- 박세진 : 여비서 역
- 이재호 : 삼겹살집직원 역
- 장대성 : 가라오케지배인 역
- 김남현 : 가라오케종업원 역
- 안해정 : 사진사 보조 여 역
- 장상인 : 사진사 보조 남 역
- 임석현 : 좌판아저씨 역
- 금동현 : 택시기자 역
- 박준영 : 꼬마남아 역
- D. 가렛 에드워드 : 외국인 바이어 부부 역
- 루시아 디멘텔 : 외국인 바이어 부부 역
- 구민혜 : 신부친구들 역
- 이은정 : 신부친구들 역
- 박금남 : 신부친구들 역
- 강정미 : 사진속 여자 역
- 지대한 : 현장소장 역 (우정출연)
- 길해연 : 아트팩토리 점장 역 (우정출연)
- 김예령 : 와인가게 주인 역 (우정출연)